# اوسو (واشینگتن)
اوسو (به انگلیسی: Oso) یک منطقهٔ مسکونی در ایالات متحده آمریکا است که در شهرستان اسنوهومیش، واشینگتن واقع شده‌است. اوسو ۹٫۶ کیلومتر مربع مساحت و ۱۸۰ نفر جمعیت دارد و ۶۳ متر بالاتر از سطح دریا واقع شده‌است.